# 5926 Schönfeld
5926 Schönfeld eller 1929 PB är en asteroid i huvudbältet, som upptäcktes 4 augusti 1929 av den tyske astronomen Max Wolf i Heidelberg. Den är uppkallad efter den tyska astronomen Eduard Schönfeld.
Asteroiden har en diameter på ungefär 4 kilometer.